# Лівий берег (футбольний клуб)
Футбо́льний клу́б «Лі́вий бе́рег» — український футбольний клуб з передмістя Києва. Базується біля київського дачного масиву Осокорки на лівому березі Дніпра, від чого й походить назва клубу. У червні 2021 року клуб отримав професіональний статус і був включений до складу другої ліги. У сезоні 2023-2024 виступав в першій лізі, а з сезону 2024-2025 виступає в Прем'єр-лізі.
Проводить свої домашні ігри на стадіоні «Арена Лівий берег», розташованому безпосередньо за межею Києва на землях Золочівської територіальної громади (урочище «Млиново», вул. Спортивна, 8).

## Історія
Клуб був створений у вересні 2017 року Миколою Лавренком, колишнім президентом «Олександрії» та українським тренером Миколою Павловим. До клубу також був залучений ще один український тренер Анатолій Бузник, найбільш відомий тим, що керував студентською збірною України з футболу на літніх Універсіадах. Бузник у клубі став виконувати ролі тренера та спортивного директора.
23 червня 2018 року було відкрито дитячий клубний стадіон 60х40 м з трибунами на 500 місць і сучасним табло, а 2020 року був відкритий стандартний стадіон з полем 105х68 м, розрахований на 1500 глядачів (вул. Олександрівська, 24А). Стадіон «Лівий Берег» відповідає вимогам 2 категорії УАФ (список затверджений Комітетом з питань стадіонів та безпеки проведення змагань 09.07.2021 р). Кількість індивідуальних пластикових сидінь – 1350. 
Згодом у 2022 році відкрито вже другий клубний стадіон Арена «Лівий берег», який вміщує 4700 глядачів (вул. Спортивна, 8).
Спочатку клуб мав лише дитячі команди, але в листопаді 2020 року заявився до аматорського чемпіонату України 2020/21. Клуб дебютував на національному рівні 24 квітня 2021 року матчем проти «Олімпії» (Савинці), перемігши з рахунком 2:1.

## Склад команди
Станом на 11 серпня 2025  року відповідно до офіційної заявки на сайті ПФЛ
| №  | Поз. | Нац.     | Гравець            |
| -- | ---- | -------- | ------------------ |
| 1  | ВР   | Україна  | Максим Механів     |
| 12 | ВР   | Україна  | Роман Жмурко       |
| 23 | ВР   | Україна  | Олександр Домолега |
| 2  | ЗХ   | Україна  | Олег Соколов       |
| 4  | ЗХ   | Україна  | Богдан Чуєв        |
| 5  | ЗХ   | Україна  | Валерій Самар      |
| 6  | ЗХ   | Бразилія | Сідней             |
| 27 | ЗХ   | Україна  | Ернест Астахов     |
| 44 | ЗХ   | Україна  | Євген Банада       |
| 99 | ЗХ   | Україна  | Володимир Швець    |
| 7  | ПЗ   | Україна  | Дмитро Шастал      |
| 8  | ПЗ   | Бразилія | Дієго              |
| 9  | ПЗ   | Україна  | Єгор Гунічев       |

| №  | Поз. | Нац.     | Гравець                 |
| -- | ---- | -------- | ----------------------- |
| 11 | ПЗ   | Україна  | Сімон Галоян            |
| 17 | ПЗ   | Україна  | Назарій Воробчак        |
| 18 | ПЗ   | Україна  | Руслан Дедух (капітан)  |
| 25 | ПЗ   | Україна  | Сергій Косовський       |
| 26 | ПЗ   | Україна  | Тарас Галас             |
| 29 | ПЗ   | Бразилія | Бріто Венделл Флоренціо |
| 52 | ПЗ   | Україна  | Олег Криворучко         |
| 96 | ПЗ   | Україна  | Олег Синиця             |
| 97 | ПЗ   | Україна  | Андрій Якимів           |
| 10 | НП   | Україна  | Андрій Різник           |
| 21 | НП   | Україна  | Даниїл Сухоручко        |
| 37 | НП   | Україна  | Роман Гереш             |

### Лівий берег-2
Станом на 11 серпня 2025  року відповідно до офіційної заявки на сайті ПФЛ
| №  | Поз. | Нац.    | Гравець                  |
| -- | ---- | ------- | ------------------------ |
| 71 | ВР   | Україна | Давид Іваненко           |
| 14 | ЗХ   | Україна | Артем Мариновський       |
| 3  | ЗХ   | Україна | Михайло Москун           |
| 13 | ЗХ   | Україна | Богдан Пасічний          |
| 38 | ЗХ   | Україна | Іван Рачук               |
| 33 | ЗХ   | Україна | Денис Селін              |
| 16 | ЗХ   | Україна | Климентій Твердохлєбов   |
| 66 | ЗХ   | Україна | Кевін Цюрпалевич-Семочко |
| 24 | ПЗ   | Україна | Максим Бойченюк          |
| 15 | ПЗ   | Україна | Данило Грабовецький      |

| №  | Поз. | Нац.    | Гравець            |
| -- | ---- | ------- | ------------------ |
| 20 | ПЗ   | Україна | В'ячеслав Клюка    |
| 41 | ПЗ   | Україна | Юрій Мирошниченко  |
| 79 | ПЗ   | Україна | Антон Назарук      |
| 77 | ПЗ   | Україна | Андрій Сидоров     |
| 75 | ПЗ   | Україна | Данііл Скибенко    |
| 22 | ПЗ   | Україна | Віталій Тіщенко    |
| 30 | ПЗ   | Україна | Владислав Черненко |
| 55 | ПЗ   | Україна | Єгор Шакун         |
| 47 | НП   | Україна | Михайло Міщенко    |

## Статистика виступів
| Сезон   | Ліга                                              | М                                                 | І                                                 | В                                                 | Н                                                 | П                                                 | ГЗ                                                | ГП                                                | О                                                 | Кубок України                                     | Примітка                                          |
| ------- | ------------------------------------------------- | ------------------------------------------------- | ------------------------------------------------- | ------------------------------------------------- | ------------------------------------------------- | ------------------------------------------------- | ------------------------------------------------- | ------------------------------------------------- | ------------------------------------------------- | ------------------------------------------------- | ------------------------------------------------- |
| 2021–22 | Друга «А»                                         | 2 з 15                                            | 19                                                | 15                                                | 1                                                 | 3                                                 | 47                                                | 14                                                | 46                                                | 1/64 фіналу                                       | Підвищення[11][12]                                |
| 2022–23 | не брав участь із збереженням права на підвищення | не брав участь із збереженням права на підвищення | не брав участь із збереженням права на підвищення | не брав участь із збереженням права на підвищення | не брав участь із збереженням права на підвищення | не брав участь із збереженням права на підвищення | не брав участь із збереженням права на підвищення | не брав участь із збереженням права на підвищення | не брав участь із збереженням права на підвищення | не брав участь із збереженням права на підвищення | не брав участь із збереженням права на підвищення |
| 2023–24 | Перша                                             | 3 з 20                                            | 28                                                | 16                                                | 6                                                 | 6                                                 | 59                                                | 21                                                | 54                                                | 1/16 фіналу                                       | Підвищення[13]                                    |
| 2024–25 | Прем'єр                                           | 14 з 16                                           | 30                                                | 7                                                 | 5                                                 | 18                                                | 18                                                | 39                                                | 26                                                | 1/32 фіналу                                       | Пониження[14]                                     |

## Головні тренери
- Анатолій Бузник (2020-2022)
- Віталій Первак (з 2023)